# Булгарія (теплохід)
«Булга́рія» (рос. Булгария) (до 2010 року — «Україна») — річковий круїзний двопалубний теплохід. 10 липня 2011 року затонув у Куйбишевському водосховищі в районі села Сюкеєво (Татарстан) на глибині 20 метрів.
На борту перебувало 201 особа (147 пасажирів, 36 членів екіпажу, 18 незареєстрованих пасажирів). Врятовано 79 осіб.

## Історія
Теплохід був побудований у 1955 році в місті Комарно (Чехословаччина, зараз — Словаччина), та належав до теплоходів проєкту 785 «Росія». Від самого початку мав назву «Україна». У лютому 2010 року був перейменований на «Булгарія» на честь давньої держави Волзька Булгарія.

## Аварія

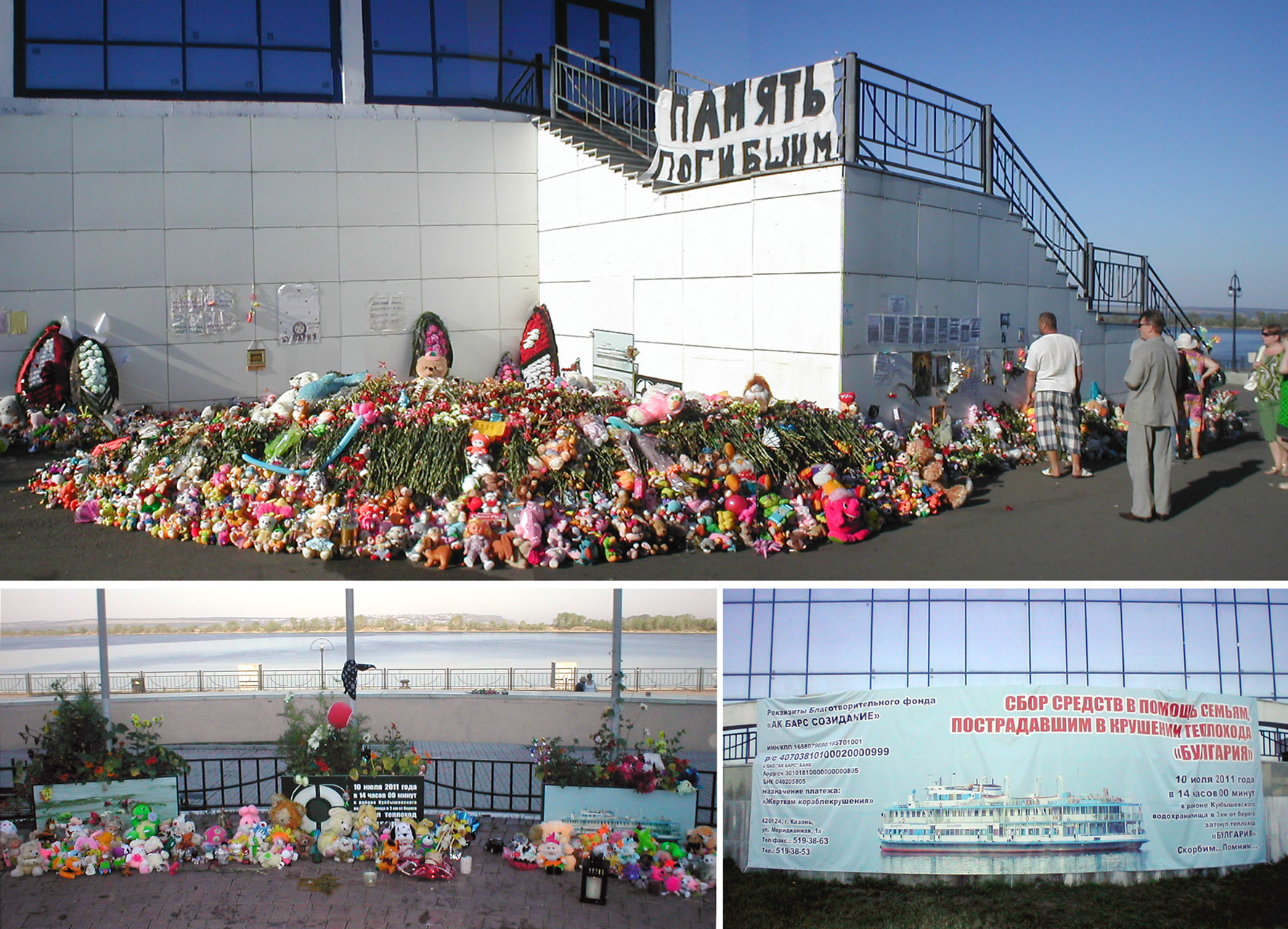
Народний меморіал у Казанському річковому порту

9 липня 2011 року «Булгарія» вийшла з Казані в круїз до міста Болгар по акваторії Куйбишевського водосховища. Під час руху судно мало крен на правий бік. 10 липня теплохід вирушив у зворотному напрямку. Через три години після відправки внаслідок поганих метеоумов судно за декілька хвилин пішло на дно. Людей, яким вдалося вибратися на поверхню води, підібрало судно «Арабелла». За попередніми даними, причиною катастрофи став несправний лівий двигун.
Відразу було порушено кримінальну справу за статтею 263 КК РФ — порушення правил безпеки руху й експлуатації залізничного, повітряного та морського транспорту. Слідчі з'ясували, що «Булгарія» у свій останній рейс вийшла без ліцензії. Також встановлено, що судно було технічно несправне і перевантажене. Власник судна, генеральний директор ВАТ «Судноплавна компанія „Камське річкове пароплавство“» Валерій Кірчанов, заявив, що несправність двигуна ніяк не могла вплинути на безпеку теплохода, а також, що можливий «людський фактор». Також було виявлено, що судно було знеструмлене, тому неможливо було подати сигнал про допомогу.
12 липня було оголошено днем жалоби в Татарстані, а згодом і на всій території Росії.
Директор департаменту інформаційної політики МЗС України Олег Волошин заявив, що українців серед загиблих на «Булгарії» немає.
80% загиблих на «Булгарії» — це жінки і діти. Багатьох дорослих знайшли в ресторані, тому що в момент катастрофи був обідній час.[джерело не вказане 2209 днів]

## Суднопідйомна операція
На фінансування витрат, пов'язаних з підйомом, включаючи проэктні роботи, «Булгарії» з дна Куйбишевського водосховища і його буксирування в пункт відстою виділено 150 млн руб. Суднопідйомні роботи профінансовані з резервного фонду уряду Росії з попередження і ліквідації надзвичайних ситуацій.
Вранці 18 липня розпочалися роботи по підйому судна. В операції задіяні плавкрани «Могучий» і КПЛ-351 («Шторм») вантажопідйомністю 350 і 300 тон відповідно, допоміжний плавкран вантажопідйомністю 10 тон, фахівці науково-дослідного інституту аварійно-рятувальної справи і водолазних робіт Військово-морської академії імені М. Г. Кузнєцова. Загалом до пошуково-рятувальних робіт залучалося 918 осіб, зокрема 47 водолазів, 9 психологів і 209 одиниць техніки, у тому числі 49 річкових і 15 повітряних суден (4 літаки, 11 вертольотів). У ході суднопідйомної операції корпус судна був остроплений та, з другої спроби (під час першої відбувся зрив носової частини), піднятий над водою до рівня верхньої палуби. Після огляду «Булгарію» відбуксували на мілину в Кирельський затон.
Станом на 7 годин ранку 25 липня тіла усіх загиблих при катастрофі знайдені. Загалом знайдено 122 загиблих, у тому числі 28 дітей, 72 жінки, 22 чоловіки. Опізнані (на 25.07.2011) 119 тіл. «У зв'язку з виявленням тіл усіх загиблих» з 25.07.2011 пошукова операція в акваторії та прилеглої території завершена.
25 липня судно поставлене на мілину, розпочаті роботи по герметизації корпусу і відкачуванню води для постановки в сухий док заводу імені Куйбишева. Після завершення слідчих дій судно планується утилізувати.

## Розслідування катастрофи
12 липня у зв'язку з катастрофою теплохода «Булгарія» було порушено кримінальну справу відносно генерального директора оператора-експлуатанта судна ТОВ «АргоРечТур» Світлани Інякіної, та старшого експерта Камського філії Російського річкового регістра, який видав дозвіл на експлуатацію «Булгарії», Якова Івашова.
15 липня Казанський лінійний відділ Волзького Управління державного морського і річкового нагляду Федеральної служби з нагляду у сфері транспорту також звернувся до Арбітражного суду Республіки Татарстан із заявою про притягнення до адміністративної відповідальності ТОВ «АргоРечТур». Справа призначена до розгляду на 9 серпня 2011 року.
15 серпня Комісія Ространснагляду завершила розслідування аварії дизель-електрохода «Булгарія». Комісія дійшла висновку, що причинами аварії стала низка факторів. А зокрема, невиконання судновласником і капітаном судна вимог нормативних документів, що регламентують безпеку судноплавства при плануванні, підготовці та здійсненні рейсу, в ході якого не забезпечувалася безпека плавання судна, а також низька кваліфікація та недисциплінованість членів екіпажу. Матеріали розслідування передані в прокуратуру.